# Rhynchodia mesophaea
Rhynchodia mesophaea är en fjärilsart som beskrevs av George Francis Hampson 1910. Rhynchodia mesophaea ingår i släktet Rhynchodia och familjen nattflyn. Inga underarter finns listade.